# Fratelli Zabreri

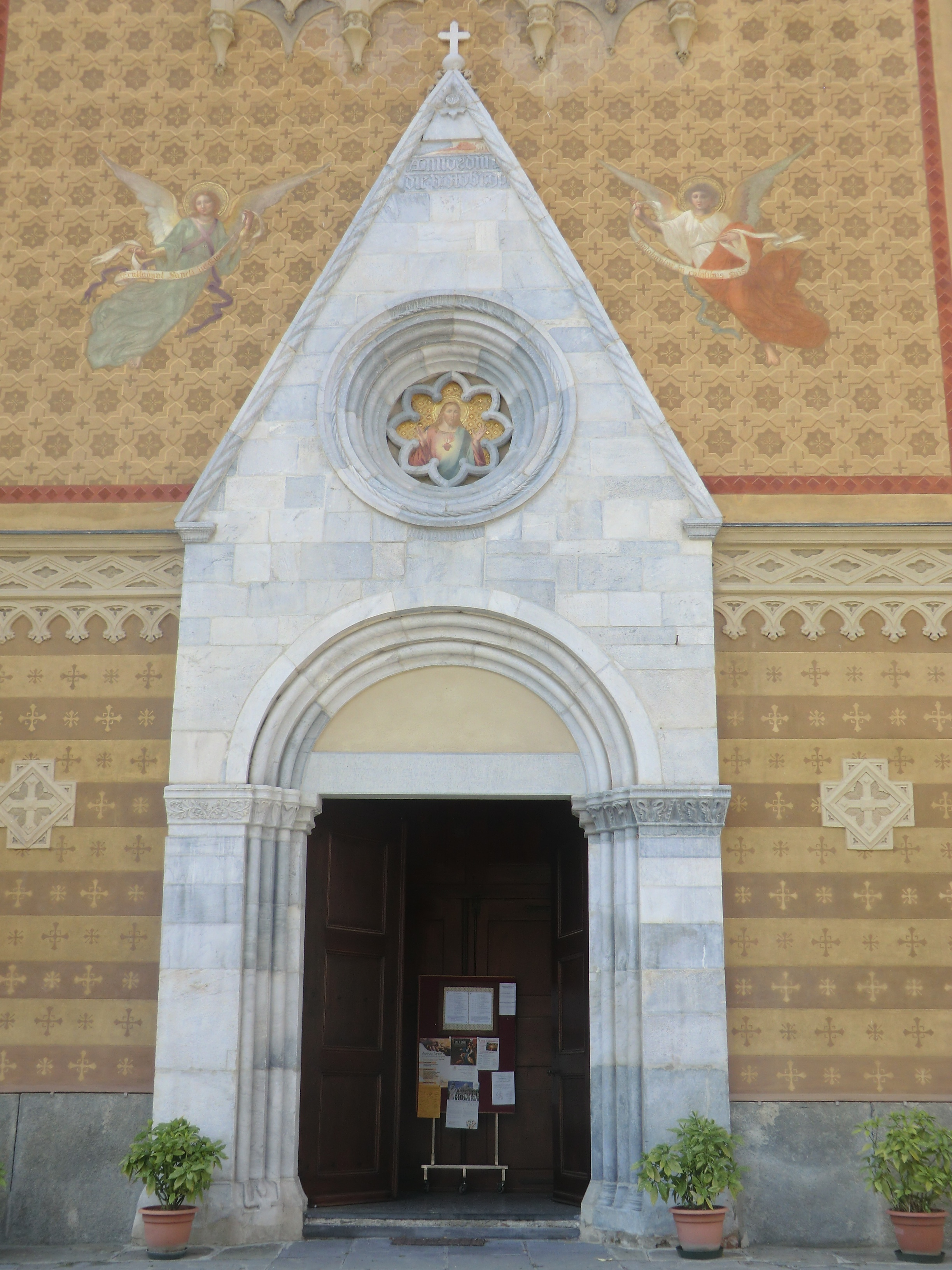
Chiesa parrocchiale dei santi Cosma e Damiano - portale scolpito dai fratelli Zabreri da Pagliero (XV sec) - San Damiano Macra (Cuneo)

I fratelli Stefano Zabreri (Pagliero di San Damiano Macra, XV secolo – ...), 
Costanzo Zabreri (Pagliero di San Damiano Macra, XV secolo – ...) e 
Maurizio Zabreri (Pagliero di San Damiano Macra, XV secolo – ...) sono stati scalpellini e scultori che nella seconda metà del 1400 aprirono un'officina di arredi lapidei per le chiese delle vallate alpine e nei centri di pianura del cuneese.

## Opere

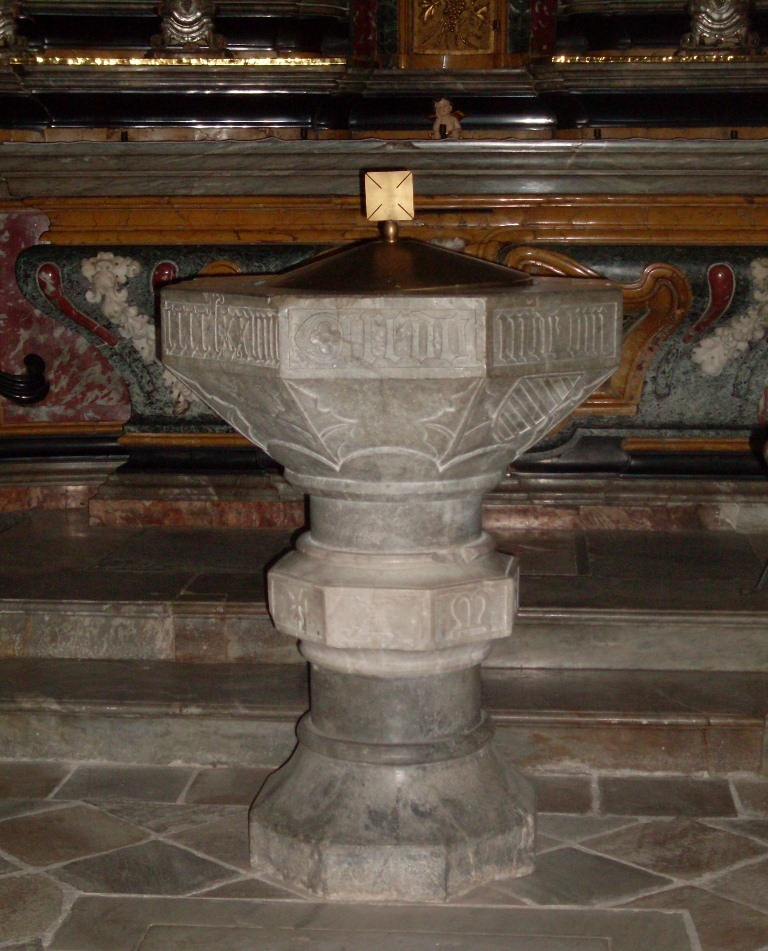
Fonte battesimale realizzato dai Fratelli Zabreri a Racconigi (CN)

- fonte battesimale risalente al 1456 nella Chiesa di San Martino a Valgrana (Cuneo)
- portale e fonte battesimale gotici del 1461 nella Chiesa parrocchiale dei Santi Andrea e Ponzio di Dronero (Cuneo)
- fonte battesimale ottagonale in pietra risalente al 1475 nella Chiesa di San Giovanni Battista a Racconigi (Cuneo)
- portale in pietra con gli stemmi cittadini consegnato nel 1481 al Complesso monumentale di San Francesco a Cuneo
- e molte altre.[1]